# Der Fuehrer’s Face
Der Fuehrer’s Face («Лицо Фюрера»; первоначальное название — «Дональд Дак в стране Натци» англ. Donald Duck in Nutzi Land) — американский короткометражный пропагандистский мультипликационный фильм из серии «Дональд Дак» на смеси немецкого и английского языков, выпущенный студией Уолта Диснея в 1942 году (первый показ состоялся 1 января 1943 года), а также название песни из мультфильма. Оба содержат насмешку над Адольфом Гитлером.
В том же году режиссёр Джек Кинни был удостоен Оскара 1942 года в номинации короткометражных мультфильмов.
Мультфильм занимает 22-е место в списке 50 величайших мультфильмов, составленном историком анимации Джерри Беком в 1994 году.

## Сюжет

Дональд Дак кричит «Хайль Гитлер!» и салютует портретам фюрера

Немецкий военный оркестр, состоящий из Хидэки Тодзио с сузафоном, Генриха Гиммлера с малым барабаном, Йозефа Геббельса с тромбоном, Германа Геринга с флейтой и Бенито Муссолини с большим барабаном, марширует по маленькому, разукрашенному свастиками, городку, распевая песню, пародирующую доктрину нацизма, под музыку. Дональд пробуждается от шума, и музыканты забирают его на фабрику вооружения, где он вынужден работать на Фюрера «48 часов в день». Одновременно с работой он должен постоянно приветствовать появляющиеся там портреты Гитлера салютом. От нервного истощения у Дональда начинаются кошмары. Очнувшись от кошмаров, он принимает тень от статуэтки, изображающей Статую Свободы, за очередное нацистское приветствие. В этот момент становится понятно, что Дональд — американец, а все предыдущие события были его дурным сном у себя дома в своей Отчизне.

## Роли озвучивали
- Кларенс Нэш
- Билли Блэтчер — нацист (в титрах не указан)

## Песня
Заглавную песню мультфильма «Der Fuehrer’s Face» написал Спайк Джонс, сама она пародирует гимн Третьего рейха.

## Использование после премьеры
Демонстрировался в советском кинопрокате 1940-х, в том числе показывался и во время войны.
Мультфильм в 1984 году вошёл в телевизионный фильм, посвящённый 50-летнему юбилею Дональда Дака. Фрагменты мультфильма показаны в фильме «Перл-Харбор».
В 2010 году мультфильм включён в российский Федеральный список экстремистских материалов (пункт 2030) под названием «Дональд Дак и фашизм (запрещённая серия)», в дальнейшем распространители мультфильма привлекались к административной ответственности, но в 2016 году по просьбе губернатора Камчатского края президиум краевого суда отменил решение о признании мультфильма экстремистским материалом.

## Премьеры
- — на экраны Соединённых Штатов Америки мультфильм вышел 1 января 1943 года[8].
- — демонстрировался в советском прокате с 15 декабря 1944 года под названием «Лицо фюрера», р/у 953/44[9].